# Marc Benjamin

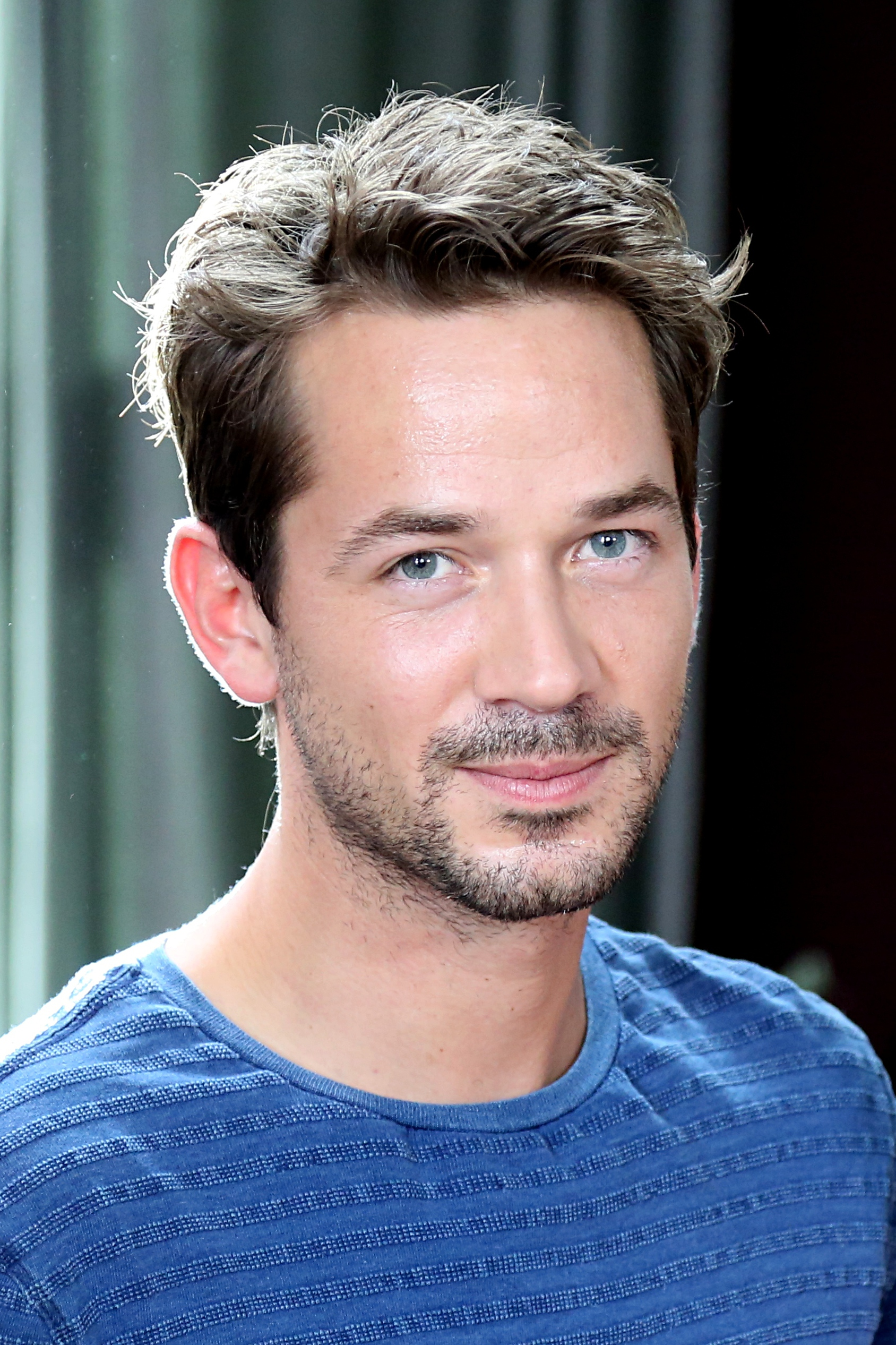
Marc Benjamin (2017)

Marc Benjamin Stähelin, auch Staehelin (* 15. April 1986 in Basel), ist ein Schweizer Schauspieler.

## Leben
Marc Benjamin wurde in Basel geboren, wuchs aber zunächst auf dem Land auf. Sein Vater ist Chirurg, seine Mutter Krankenschwester.
Sein älterer Bruder studierte zunächst Ökonomie in den USA; später dann Sportmanagement mit dem Schwerpunkt Fussball. Benjamin und sein Bruder sind Fans des FC Basel.
Benjamin besuchte zunächst von 2005 bis 2006 einen Theaterkurs am Jungen Theater Basel; dort spielte er 2007 bereits den Leonce in «Leonce und Lena». Ab 2007 studierte er Schauspiel an der Otto-Falckenberg-Schule in München. 2011 schloss er dort seine Ausbildung mit dem Schauspieldiplom ab. Bereits während seiner Ausbildung spielte er an den Münchner Kammerspielen. Nach Abschluss seiner Ausbildung wurde er fest ins Ensemble engagiert.
Dort spielte er u. a. in dem Stück «Mjunik Disco» nach Texten von Rainald Goetz, Thomas Meinecke und Andreas Neumeister (2011; Regie: Stefan Pucher), in «Ludwig II.» nach dem Film von Luchino Visconti (2011/2012; als Prinz Otto von Bayern, Regie: Ivo van Hove), in dem Triptychon «Gesäubert/Gier/4.48 Psychose» von Sarah Kane (2012; in den Rollen Graham/B; Regie: Johan Simons), in der Uraufführung von «Jiggy Porsche taucht ab» von Olivia Wenzel (2012; Regie: Philipp Decker), in «Franziska» von Frank Wedekind (2012; als Herzog, Regie: Andreas Kriegenburg), in «Die Straße. Die Stadt. Der Überfall» von Elfriede Jelinek (2012; Regie: Johan Simons), in «Dantons Tod» (2013–2015; als Legendre, Regie: Johan Simons), in «Fegefeuer in Ingolstadt» (2013; als Protasius, Regie: Susanne Kennedy), in «Seltsames Intermezzo» von Eugene O’Neill (2013–2015; als Ninas erster Ehemann Sam Evans, Regie: Ivo van Hove) und in «Schande» von J. M. Coetzee (2014; als Melanie Isaacs' Freund, Regie: Luk Perceval).
Benjamin übernahm auch einige Film- und Fernsehrollen. In dem Filmdrama «Jeder Tag zählt» (2012) spielte er den FSJler Tom. In dem Kinofilm «Vaterfreuden» (2014; Regie: Matthias Schweighöfer) hatte er die kleine Rolle des Rikscha-Fahrers.
In dem ARD-Fernsehfilm «Luis Trenker – Der schmale Grat der Wahrheit» (Erstausstrahlung November 2015) verkörperte er, an der Seite von Brigitte Hobmeier als Leni Riefenstahl, Hitlers Chauffeur Erich Kempka. In dem ARD-Fernsehfilm «Für eine Nacht ... und immer?» (Erstausstrahlung November 2015) spielte er den 23-jährigen professionellen Pokerspieler Tom, der sich in Eva, eine attraktive Wissenschaftlerin über Vierzig (Juliane Köhler), verliebt.
In der international besetzten Krimi-Serie «The Team» (Erstausstrahlung März 2015) übernahm Benjamin die Rolle des jungen deutschen Undercoveragenten Max Ritter, der von Hauptkommissar Harald Bjorn (Lars Mikkelsen), dem Leiter der Sondereinheit, in die Organisation eines schwerreichen litauischen Geschäftsmanns eingeschleust wird und dessen Tochter Bianca (Jella Haase) den Kopf verdreht. Benjamin hatte auch Episodenrollen in den Fernsehserien «Um Himmels Willen» (2010; als Rainer), «Heiter bis tödlich: Hubert und Staller» (2011; als Sebastian Otter, Sohn des bekannten Schönheits-Chirurgen Dr. Pavel Otter) und «SOKO 5113» (2012).
2015 stand Marc Benjamin für den Kinofilm «Cro – Don’t Believe the Hype», der die Geschichte des Rap-Stars Cro erzählt, gemeinsam mit Peri Baumeister und David Schütter in Berlin vor der Kamera. Der Film kam im Oktober 2016 unter dem Titel «Unsere Zeit ist jetzt» in die Kinos.
In dem Fernsehfilm «Die Büffel sind los!» (Erstausstrahlung: Oktober 2016), ein „moderner Western auf der Schwäbischen Alb“, verkörperte er den jungen Bauern Max Wolf, der mit einer Büffelherde den finanziell gefährdeten Hof weiter bewirtschaften will, und gemeinsam mit seinem Bruder und seiner Mutter gegen eine gewinnbringende Biogasanlage kämpft.
Weitere Kinorollen hatte er in «Eddie the Eagle – Alles ist möglich» (2016, als Lars Holbin) und «High Society» (2017, als erfolgreicher Start-up-Gründer Benjamin Schwarz). In der Sat.1-Komödie «Leg dich nicht mit Klara an» (Erstausstrahlung: März 2017) spielte er, an der Seite von Jennifer Ulrich, die männliche Hauptrolle Jens, den Ex-Freund einer BND-Agentin, die ihren Freund zurückhaben will.

In dem Roadmovie «Vielmachglas», das im März 2018 in den Kinos anlief, spielte Benjamin die männliche Hauptrolle, den smarten Hobby-Fotografen Ben, der auf seiner Fahrt die Tramperin Marleen (Jella Haase) und die durchgeknallt-verrückte YouTuberin Zoë (Emma Drogunova) kennenlernt.
In der sechsteiligen ZDF-Serie «Liberame – Nach dem Sturm» spielte er eine der Hauptrollen, den deutschen Segler Daniel Schilling, der mit seinen Freunden afrikanischen und syrischen im Mittelmeer in Seenot geratenen Flüchtlingen helfen will, aber moralisch zum Mitschuldigen einer Katastrophe wird.
Für die TV-Krimiserie «Die Toten vom Bodensee» trat er 2024 in die Rolle des verdächtigen Ehemannes der Verstorbenen.

Marc Benjamin lebt in Berlin.

## Filmografie
- 2010: Kommissarin Lucas – Spurlos (Fernsehreihe)
- 2010: Um Himmels Willen (Fernsehserie; Folge: Jugendsünden)
- 2011: Mein Bruder, sein Erbe und ich (Fernsehfilm)
- 2011: Tatort: Ein ganz normaler Fall (Fernsehreihe)
- 2011: Heiter bis tödlich: Hubert und Staller (Fernsehserie; Folge: Requiem für Miss Oberbayern)
- 2012: Der Doc und die Hexe (4) – Katastrophenalarm (Fernsehfilm)
- 2012: Jeder Tag zählt (Kinofilm)
- 2012: SOKO 5113 (Fernsehserie; Folge: Todestag)
- 2014: Vaterfreuden (Kinofilm)
- 2015: The Team (Fernsehserie, Serienrolle)
- 2015: Luis Trenker – Der schmale Grat der Wahrheit (Fernsehfilm)
- 2015: Für eine Nacht ... und immer? (Fernsehfilm)
- 2015: Wir, Geiseln der SS (Fernsehfilm)
- 2015: Homeland (Fernsehserie; Folge: Oriole)
- 2016: Die Akte General (Fernsehfilm)
- 2016: Unsere Zeit ist jetzt (Kinofilm)
- 2016: Die Büffel sind los! (Fernsehfilm)
- 2016: Eddie the Eagle – Alles ist möglich (Eddie the Eagle)
- 2016: Dinky Sinky
- 2017: Leg dich nicht mit Klara an (Fernsehfilm)
- 2017: High Society (Kinofilm)
- 2017: Vorwärts immer! (Kinofilm)
- 2017: Private Banking (Fernsehserie)
- 2018: Vielmachglas (Kinofilm)
- 2019: Der Boden unter den Füßen (Kinofilm)
- 2019: Rate Your Date (Kinofilm)
- 2019: Danowski – Blutapfel (Fernsehfilm)
- 2020: Sløborn (Fernsehserie, 7 Folgen)
- 2021: Zum Glück zurück (Fernsehfilm)
- 2022: Libera me – Nach dem Sturm (Fernsehserie, 6 Folgen)
- 2023: 37 Sekunden (Fernsehserie)
- 2024: Die Toten vom Bodensee – Atemlos (Fernsehreihe)